# Casinaria pedunculata
Casinaria pedunculata är en stekelart som först beskrevs av Gyöö Viktor Szépligeti 1908.  Casinaria pedunculata ingår i släktet Casinaria och familjen brokparasitsteklar.

## Underarter
Arten delas in i följande underarter:
- C. p. burmensis
- C. p. nepalensis